# Liste der Monuments historiques in Bouquemont
Die Liste der Monuments historiques in Bouquemont führt die Monuments historiques in der französischen Gemeinde Bouquemont auf.

## Liste der Objekte
| Bezeichnung                                         | Beschreibung                                                  | Standort                     | Kennzeichnung | Schutzstatus | Datum | Bild |
| --------------------------------------------------- | ------------------------------------------------------------- | ---------------------------- | ------------- | ------------ | ----- | ---- |
| Gemälde Taufe Chlodwigs durch den heiligen Remigius | Ölfarbe auf Leinwand, maroufliert, Mitte des 19. Jahrhunderts | in der Kirche St-Rémi (Lage) | PM55001621    | Inscrit      | 2003  |      |